# Phalacrocorax pelagicus
Phalacrocorax pelagicus là một loài chim trong họ Phalacrocoracidae.